# ミチュン工業団地
ミチュン工業団地（ミチュンこうぎょうだんち、ベトナム語：Khu công nghiệp Mỹ Trung / 區工業美中、略称  KCN Mỹ Trung、英: My Trung Industrial Park）は、ベトナム北部のナムディン省ナムディン市に位置する工業団地。日本とベトナム合弁のジャパン・ベトナム・インダストリアルパークマネージメント・ジョイントストックカンパニー（ Japan-Vietnam IP Management JSC ）により運営されている。
ミチュン工業団地は、元々、ベトナムの国営造船会社ビナシンのグループ会社によって開発が始まり、2006年より運営されていたが、2010年にビナシングループが深刻な財務危機に直面し、政府の支援を受けることになり、ベトナム最大の国営エネルギー企業ペトロベトナムの管理下に置かれることになった。
2012年に日本の資本が入り、合弁会社を設立、運営主体が変更され、日系工業団地として生まれ変わった。
日本人が常駐し、入居企業をサポートしている。現在、日本人による経営の下、再開発が進んでいる。

## 概要
- 住所 - Km 102 + 180, National Route 10, Loc Ha Ward, My Loc District, Nam Dinh City, Nam Dinh Province, Vietnam
- 総開発面積 - 151ha
- 分譲面積(残） - 80ha
- リース期間 - 2056年まで
- 入居企業 - 13社(内日系1社）